# Рамі Гаріпов
Рамі Ягафа́рович Гаріпов (башк. Рәми Йәғәфәр улы Ғарипов; 12 лютого 1932 — 20 лютого 1977) — башкирський поет.

## Біографія[2]
Народний поет Башкортостана Рамі Гаріпов народився 12 лютого 1932 року в поселенні Аркаул Салаватського району Башкирської АРСР в родині колгоспника.
Семирічну школу закінчив у рідному селі, потім навчався в Уфимській середній школі № 9.
У 1950—1955 рр. — студент Літературного інституту ім. Горького. Після закінчення інституту працював у редакціях газети «Совет Башкортостаны», журналу «Агидель» і редактором художньої літератури Башкирського книжкового видавництва.
У 1959—1964 рр. Рамі Гаріпов жив у рідному краї, працював секретарем комсомольської організації колгоспу «Юрюзань» и радгоспу «Саргамиш» Салаватського району, заввідділу Салаватської районної газети.
У 1964—1966 рр. — літературний співробітник газети «Совет Башкортостаны», а в 1968—1972 роках відповідальний секретар журналу «Башкортостан кызы».
Був одружений з українкою Надією Друм, родом із Новомосковська. Подружжя мало трьох дітей.

## Творчий шлях
Рамі Гаріпов почав друкуватися в 1950 р. Перший вірш опублікований у журналі «Әҙәби Башкортостан» в 1950 р.
Перша книжка віршів «Юрюзань» (1954) була дипломною роботою студента Літературного інституту. Збірки віршів «Камінна квітка» (1958), «Пісня жайворонка» (1964) він присвятив рідному краю, природі, своїм землякам. В наступних збірках «Політ» (1966), «Заповітне слово» (1969), «Горобинушка» (1974) — відчувається тяжіння до філософської лірики. Роздуми про сенс життя, про історичну долю народу, про духовний зв'язок поколінь, переживання за майбутнє рідної мови і культури — визначили суть поезії Р.Гаріпова. Він часто звертається до башкирської поетичної творчості, особливо до жанрів кубаїру і класичних народних пісень. Велика заслуга Р. Гаріпова у відродженні й розвитку цих жанрів.
Р. Гаріпов відомий і як майстер художнього перекладу. Він переклав поезії Пушкіна, Лермонтова, Єсеніна, Блока, Гейне, Рудакі, Р. Гамзатова та ін. Він також переклав на башкирську мову збірку оповідань І. Франка «До світла» (1959).
Поет плідно працював над перекладами рубаї О. Хаяма. Результатом його перекладацької діяльності є книжка «Моя антологія» (1991).
За критичне ставлення до радянської національної політики талановитий поет Р. Гаріпов був переслідуваний. Багато віршів залишилися неопублікованими при житті поета. Написана в 1964 році поема «1937» побачила світ лише 1987 року.
Член Спілки письменників СРСР з 1960 року, звідки виключений за вірш про любов до рідної мови.
Помер від розриву серця 20 лютого 1977 року.

## Нагороди
Рамі Гаріпов посмертно удостоєний звання Народний поет Башкортостана (1992). Посмертно присуджена Республіканська премія імені Салавата Юлаєва (1988) з формулюванням «За видані в останні роки поетичні твори».

## Твори
Найвідоміший вірш Рамі Гаріпова — «Туған тел» («Рідна мова»):

ТУҒАН ТЕЛ

Мин халҡымдың сәскә күңеленән

Бал ҡортондай ынйы йыямын,

Йыямын да — йәнле ынйыларҙан

Хуш еҫле бер кәрәҙ ҡоямын.

Шуға ла мин беләм тел ҡәҙерен:

Бер телдән дә телем кәм түгел —

Көслө лә ул, бай ҙа, яғымлы ла,

Кәм күрер тик уны кәм күңел!..

Халҡым теле минең — хаҡлыҡ теле,

Унан башҡа минең илем юҡ;

Илен hөймәҫ кенә телен hөймәҫ,

Иле юҡтың ғына теле юҡ!

Әсәм теле минең — сәсән теле,

Унан башҡа минең халҡым юҡ,

Йөрәгендә халҡы булмағандың

Кеше булырға ла хаҡы юҡ!

Рідна мова

Я із мого народу душі

Перли, наче бджола, вибираю.

Потім з цих дивовижних перлин

Стільники акуратно складаю.

Мові рідній я знаю ціну,

Вона жодної в світі не гірша, —

Її велич, багатство і ніжність

Не оцінить убога душа!

Мова краю мого є правдива!

І без неї країни нема!

Рідну землю не любить людина,

Яка мову свою зневажа!

Материнськая мова співоча,

В ній кохається рідний мій люд.

Але той, хто в душі не з народом, —

Не людина, лиш тільки манкурт!

Переклав українською

Євген Букет

## Пам'ять
У поселенні Аркаул Салаватського району працює будинок-музей, встановлено бюст поета. Створено фільм про життя і творчість Р. Гаріпова.
На честь Рамі Гаріпова названі:
- Башкирська республіканська гімназія-інтернат № 1;[4]
- Вулиця в селі Аркаул;
- У листопаді 1990 року започаткована премія імені Рамі Гаріпова.[12]
- У м. Уфі є вулиця Рамі Гаріпова.
- У м. Мелеуз є вулиця Рамі Гаріпова.